# Józef Muczkowski

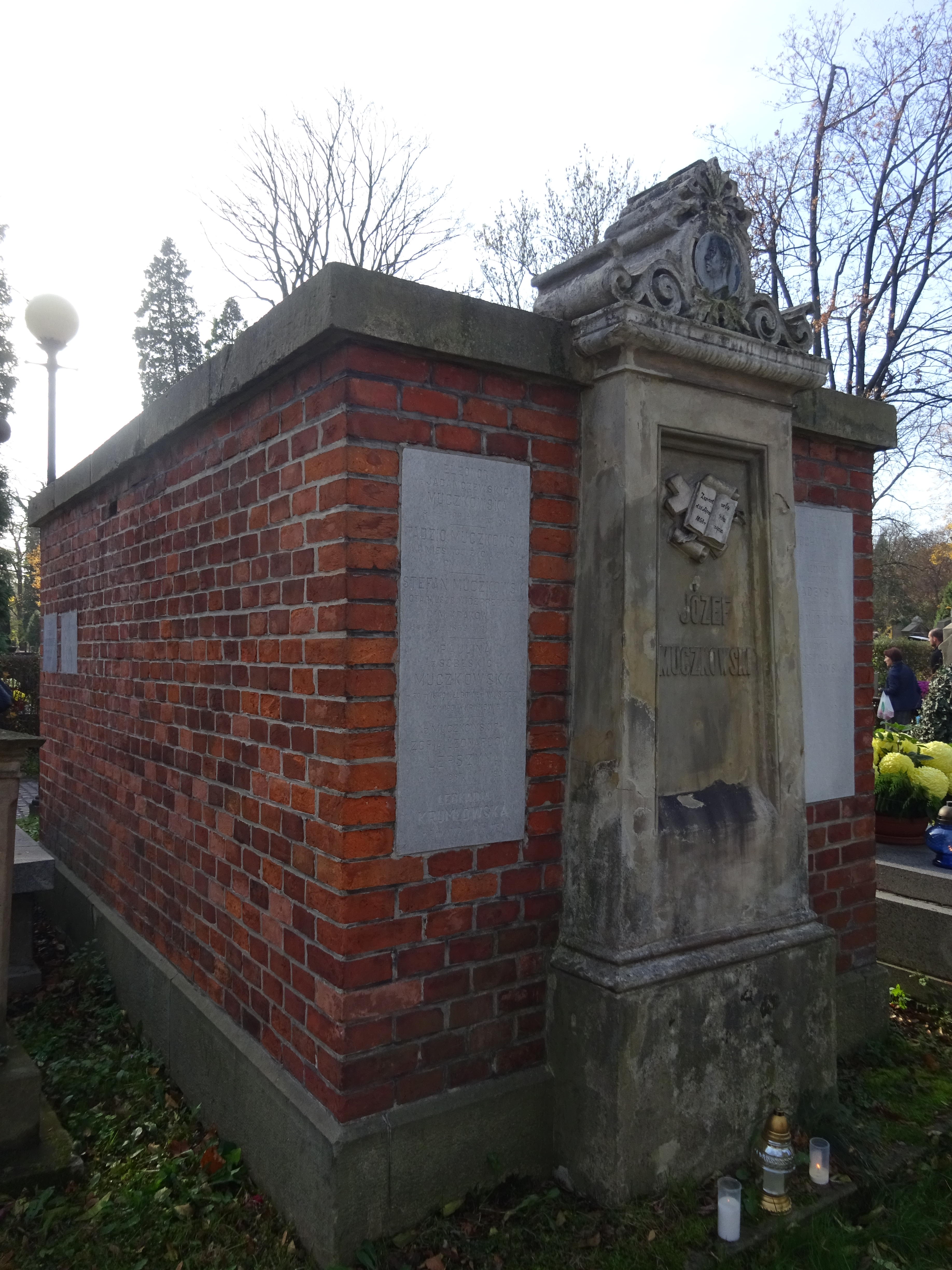
Grobowiec Józefa Muczkowskiego na cmentarzu Rakowickim w Krakowie

Józef Muczkowski (ur. 17 marca 1795 we wsi Maszki, zm. 31 lipca 1858 w Krakowie) – żołnierz wojsk napoleońskich, profesor Uniwersytetu Jagiellońskiego, autor wielu prac naukowych i podręczników.
Józef Muczkowski urodził się w Maszkach (Lubelskie) 17 marca 1795 i był synem chłopa Marcina Mućka i Katarzyny z domu Drelank. W Lublinie uczęszczał do szkoły średniej. Do 1817 na Uniwersytecie Jagiellońskim studiował filologię i filozofię. W latach 1813–1815 przerwał studia, kiedy to jako ochotnik wstąpił do pułku ułanów gwardii Napoleona. Był uczestnikiem walk 1813 i 1814 na terenie Niemiec oraz Francji, uzyskując stopień podporucznika. W 1817 w Bibliotece Jagiellońskiej został adiunktem, a w 1819 został powołany do gimnazjum Marii Magdaleny na stanowisko nauczyciela, w którym do 1829 uczył języka greckiego, łacińskiego i polskiego. Prowadził również badania naukowe. W Wielkim Księstwie Poznańskim zabiegał o popularyzację poezji Adama Mickiewicza oraz wydał jego dzieła w pięciu tomach. Podróżował również z T. Działyńskim do Danii i Szwecji. W 1829 został usunięty ze stanowiska nauczyciela jako niewygodny dla władz pruskich, więc powrócił do Krakowa, gdzie uczył w liceum Św. Anny. W 1834 otrzymał stanowisko kustosza Biblioteki Jagiellońskiej, a w 1837 został jej dyrektorem. W tym samym roku uzyskał nominację na profesora zwyczajnego bibliografii UJ. Zmarł 31 lipca 1858 w Krakowie. Pochowany został na cmentarzu Rakowickim w Krakowie, w grobowcu rodzinnym, w kwaterze 1.
Żonaty z Eleonorą Jadamczewską, z którą miał sześcioro dzieci. Dojrzałych lat dożyła córka Aniela oraz synowie Tadeusz i Stefan (1832-1895), prawnik, notariusz, długoletni radny i wiceprezydent Krakowa w latach 1881-1884. 
W Poznaniu wydał prace: Powieść ze Starego i Nowego Testamentu... (1820), Sextii Aurelii Victoris de viris illustribus urbis Romae... (1822), Gramatykę języka polskiego (1825), Zbiór najcelniejszych i najrzadszych rymotwórców polskich z wieku XV i XVII, t. I (Rytmy Mikołaja Sępa,1827). W okresie krakowskim ogłosił drukiem kilkanaście prac, przeważnie z historii literatury i kultury polskiej.